# Paul Greengard
Paul Greengard (New York, 1925. december 11. – New York, 2019. április 13.) amerikai neurobiológus, biokémikus. 2000-ben Arvid Carlssonnal és Eric R. Kandellel közösen orvostudományi Nobel-díjban részesült "az idegrendszer szignáltranszdukciós folyamatainak felfedezéséért".

## Tanulmányai
Paul Greengard 1925. december 11-én született New Yorkban, zsidó családban. Apja, Benjamin Greengard kabarészínész volt aki később kozmetikai szerek kis- és nagykereskedésével foglalkozott; anyja pedig Pearl Meister Greengard, aki belehalt a szülésbe. A család ősei a 19. század közepén vándoroltak ki Amerikába a poroszországi Königsbergből. Paul apja egyéves özvegység után újraházasodott, új felesége episzkopális vallású volt, aki a keresztény hagyomány szerint nevelte Pault és nővérét Irene-t (aki Irene Kane, illetve Chris Chase néven színészi és írói pályát futott be).
Paul Brooklynban és Queensben végezte az elemi és középiskolát. A második világháború alatt a haditengerészetnek dolgozott, elektronikai technikus volt egy kutatócsoportban a Massachusetts Institute of Technologyn, amely a japán kamikazék elleni korai figyelmeztetési rendszert igyekezett kifejleszteni. A háború után elvégezte New York állambeli Clintonban található Hamilton College főiskolát, ahol fő tantárgyai a matematika és fizika voltak. Ezután elméleti fizikát szeretett volna tanulni, de mivel az ilyen szakokra csak az Atomenergiai Bizottság adott ösztöndíjat és Greengard nem akarta, hogy köze legyen az atomfegyverek kutatásához, inkább biofizikára szakosodott. Nem sokkal azután, hogy beiratkozott a Pennsylvaniai Egyetemre, a biofizikai csoport vezetője, Detlev W. Bronk elfogadta a számára felkínált elnöki tisztséget a Johns Hopkins Egyetemen és vitte magával munkatársait is, köztük Greengardot, aki akkor a leendő Nobel-díjas H. Keffer Hartline diákja volt. A Johns Hopkinson Alan Hodgkin előadásának hatására kezdett el foglalkozni az idegélettannal.

## Pályája
1953-ban megszerezte PhD fokozatát és Európában kezdte el posztdoktori kutatásait. Egy évig a Londoni Egyetemen dolgozott, majd Cambridge-be és Amszterdamba ment, végül visszatért Londonba, ezúttal a Nemzeti Orvostudományi Kutatóintézetbe (National Institute for Medical Research). Bár szerette Angliát, kutatásai alulfinanszírozottsága (és a központi fűtés hiánya) miatt 1956-ban visszatért az Egyesült Államokba. Egy évet a National Institutes of Health-nél dolgozott, majd a gyógyszeriparban, a Geigi Research Laboratories-ben talált állást a biokémiai részleg vezetőjeként. Itt tíz évet át dolgozott neurológiai és pszichiátriai betegségek elleni szerek kifejlesztésén, de 1967-ben otthagyta a céget, mert túlságosan korlátozták kutatásai irányát. Egy szemesztert az Albert Einstein College, majd a Vanderbilt Egyetem tanáraként töltött, majd a Yale Egyetemen farmakológiaprofesszoraként folytatta pályáját. 1983-ban a Rockefeller Egyetem tanára lett. 

## Kutatásai
Greengard kutatásai során elsősorban arra fókuszált, hogy mi történik az idegsejtben, miután receptoraihoz kapcsolódott egy neurotranszmitter molekula: milyen folyamatokat indít el, mik a sejt belsejében a másodlagos közvetítők. Egy kísérletsorozattal kimutatta, hogy a miután a dopamin a sejtfelszíni receptorhoz kötődött, az idegsejtben megnő a ciklikus AMP szintje. Ezután aktiválódnak a protein-kináz A enzimek, amelyek foszforilálás révén ki-, illetve bekapcsolnak más fehérjéket. Ezek a fehérjék aztán géneket aktiválnak, receptorokat szállítanak a szinaptikus térségbe (megnövelve ezzel az idegsejt érzékenységét) vagy megnövelik a sejtfelszíni ioncsatornák számát. 

## Díjai
Paul Greengard 2000-ben – Arvid Carlssonnal és Eric R. Kandellel megosztva – orvostudományi Nobel-díjban részesült az idegsejteken belüli szignáltranszdukciós lánc folyamatának feltárásáért. Ezen kívül számos egyéb kitüntetésben részesült, megkapta a CIBA-Geigy Drew-díját (1979), A New York-i Tudományos Akadémia biológiai és orvostudományi díját (1980), a Pfizer orvosi kutatási díját (1986), a Goodman és Gilman-díjat (1992), az Amerikai Filozófiai Társaság Karl Spencer Lashley-díját (1993), a Biokémiai Társulat Thudichum-érmét (1996) és a Metropolitan Life Alapítvány orvoskutatási díját (1998). Tagja a szerb és norvég tudományos akadémiának.
Nobel-díjának pénzjutalmából létrehozta az elhunyt anyjának nevét viselő Pearl Meister Greengard-díjat, mellyel évente jutalmazzák a tudományban kiemelkedőt alkotó nőket. 

## Családja
Paul Greengardnak első házasságából két fia született, Claude és Leslie. Mindkettő matematikus lett, Claude Greengard az IBM alelnöke, míg Leslie Greengard Leroy P. Steele-díjjal kitüntetett, nemzetközi hírű tudós.
Másodszor 1985-ben házasodott meg, a neves szobrászművészt, Ursula von Rydingsvardot vette feleségül.